# ناحیه لیک، شهرستان روس‌کامن، میشیگان
ناحیه لیک (به انگلیسی: Lake Township) یک منطقهٔ مسکونی در ایالات متحده آمریکا است که در شهرستان راسکومون، میشیگان واقع شده‌است.
 ناحیه لیک  ۱٬۲۱۵ نفر جمعیت دارد و ۳۴۸ متر بالاتر از سطح دریا واقع شده‌است.